# سوفيت

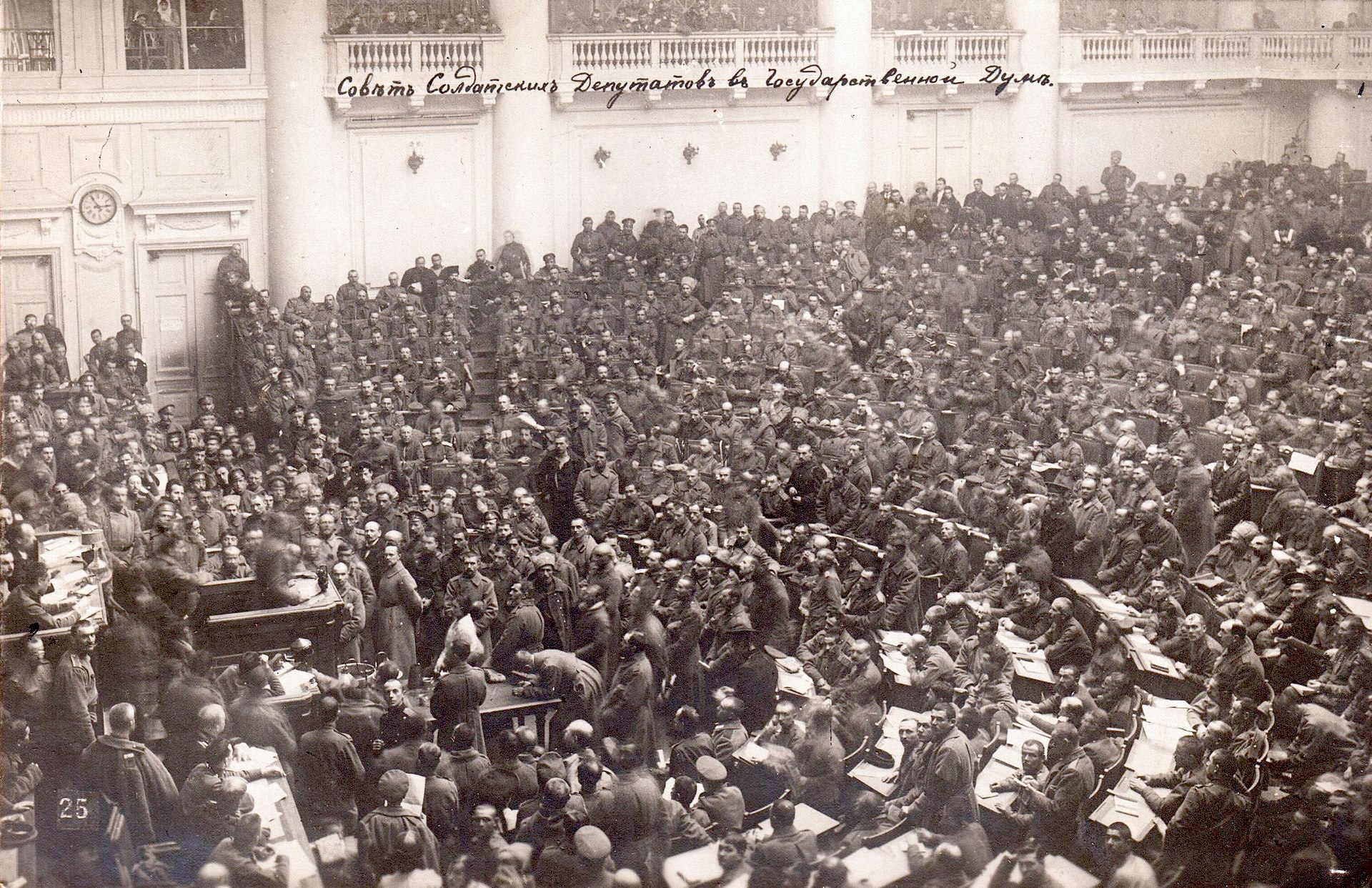
الجمعية السوفييتية (المجلس) في بتروغراد، 1917م.

السوڤييت (الروسية: сове́т)، والتي تعني المجلس بالعربية، هو مجلس عُمالي يتبع أيديولوجية اشتراكية، لا سيما في سياق الثورة الروسية. كانت السوفييتات هي الشكل الرئيسي للحكومة في جمهورية روسيا الاتحادية الاشتراكية السوفيتية والإقليم الحر بأوكرانيا.
كانت التسمية تُطلق للإشارة إلى عِدة نُظم سياسية روسية. مثل مجلس وزراء القيصر الذي كان يسمى «سوفيت الوزراء»؛ مجلس محلي للعمال في أواخر روسيا الإمبراطورية؛ والسوفيت الأعلى، برلمان الاتحاد السوفيتي ذو النظام التشريعي الثنائي.
تأسست السوفييتات الأولى خلال ثورة 1905م في أواخر الإمبراطورية الروسية. في عام 1917م، بعد ثورة فبراير، نشأت حالة من ازدواجية السلطة بين الحكومة الروسية المؤقتة والسوفييتات. انتهى هذا في وقت لاحق من ذلك العام بثورة أكتوبر، التي أعلن خلالها المؤتمر الثاني للسوفييتات نفسه الهيئة الحاكمة العليا للبلاد.
نظرًا لأن السوفييتات أعطت الاسم للاتحاد السوفيتي اللاحق، فإنها غالبًا ما ترتبط بتأسيس الدولة. ولكن، قد يُشير المصطلح أيضًا إلى أي مجلس عمالي اشتراكي، مثل السوفييتات الأيرلندية. لا يتوجب على السوفييت بطبيعتهم الالتزام بأيديولوجية الاتحاد السوفييتي.

## السوفييت كمصطلح
كان لفظة سوفييت تطلق على كل شخص ينتمي للاتحاد السوفيتي السابق والذي تأسس سنة 1922م وحتى سقوطه سنة 1991م وتفككه إلى الدول المؤسسة له.

## القادة السوفيت
وهم القادة الذين تعاقبوا على حكم الاتحاد السوفيتي بالتسلسل :
- فلاديمير لينين
- جوزيف ستالين
- نيكيتا خروتشوف
- ليونيد بريجنيف
- يوري اندروبوف
- قسطنطين تشيرنينكو
- ميخائيل غورباتشوف.